# 日本舞踊スポーツ科学協会
一般社団法人日本舞踊スポーツ科学協会 （にほんぶようスポーツかがくきょうかい、英文名称: Nihon Odori Sports Science、略称: NOSS）は、東京都中央区築地に本部を置く、日本舞踊を基にした運動・開発・研究・指導などを行う民間団体。

## 概要
2017年9月1日、新橋演舞場別館に設立。西川右近が日本舞踊の継承・発展を企図して、湯浅景元と共同で創案した健康運動「NOSS」の普及・推進のための団体。
2021年2月、西川千雅が理事長に就任。